# Heinrich Unverricht
Heinrich Unverricht (ur. 18 września 1853 we Wrocławiu, zm. 22 kwietnia 1912 w Magdeburgu) – niemiecki lekarz.

## Życiorys
Heinrich Unverricht studiował we Wrocławiu i w 1877 otrzymał dyplom lekarza. Za swoją dysertację doktorską "Studien über die Lungenentzündung" otrzymał wyróżnienie wydziału lekarskiego. Pod wpływem Michaela Antona Biermera (1827–1892) zdecydował się poświęcić internie. W 1883 za swoją pracę o padaczce otrzymał w Berlinie tytuł docenta. 
W 1886 został profesorem nadzwyczajnym i dyrektorem polikliniki w Jenie, a w 1888 jako profesor zwyczajny objął klinikę i katedrę w Dorpacie. W 1892 zrezygnował z katedry z powodów politycznych i przeniósł się do Magdeburga, gdzie został dyrektorem szpitala Krankenanstalt Magdeburg-Sudenburg.
W 1887 przedstawił pierwszy opis zapalenia skórno-mięśniowego. Upamiętniony nazwą choroby, którą opisał. 

## Wybrane prace
- Über ein neues Symptom zur Diagnose der Lungenfistel beim Pyopneumothorax. Zeitschrift für klinische Medicin, Berlin, volume 1, 1880.
- Beiträge zur klinischen Geschichte der krebsigen Pleuraergüsse. Zeitschrift für klinische Medicin, Berlin, vol. 4, 1882.
- Experimentelle und klinische Untersuchungen über die Epilepsie. Rozprawa habilitacyjna, Berlin, 1883. Archiv für Psychiatrie und Nervenkrankheiten, Berlin, vol. 14, 1883.
- Experimentelle Untersuchungen über die Innervation der Athembewegungen. Verhandlungen des Kongresses für innere Medizin, 1888.
- Die Beziehungen der hinteren Rindengebiete zum epileptischen Anfälle. Deutsches Archiv für klinische Medicin, Leipzig, vol. 44, 1889.
- Über therapeutische Strömungen in der inneren Medicin. Berliner Klinik, 1889.
- Über das Cheyne-Stokes'sche Athmen. Verhandlungen des Kongresses für innere Medizin, 1892.
- Gesammelte Abhandlungen aus der medicinischen Klinik zu Dorpat. Wiesbaden, 1893.
- Über das Fieber. Sammlung klinischer Vorträge, No. 159. Leipzig, 1896.
- Zur Behandlung des tuberkulösen Pneumothorax. Verhandlungen des 14. Kongresses für innere Medizin, 1896.
- Über die Epilepsie. Sammlung klinischer Vorträge, Lipsk, 1897, No., 196.
- Krankheiten des Brustfells und des Mittelfells. [w:] Wilhelm Ebstein, Gustav Schwalbe (red.) Handbuch der praktischen Medizin, in Verbindung mit Zahlreichen Gelehrten. Stuttgart, 1899.
- Unterleibstyphus. [w:] Handbuch der praktischen Medizin, in Verbindung mit Zahlreichen Gelehrten. Stuttgart, 1899.
- Myoclonie. [w:] Albert Eulenburg: Real-Encyclopädie der gesammten Heilkunde, Wiedeń, 1880–1883.
- Polymyositis (Dermatomyositis). [w:] Albert Eulenburg: Real-Encyclopädie der gesammten Heilkunde, Wiedeń, 1880–1883.
- Experimentelles und Therapeutisches über den Pneumothorax. Deutsche Klinik, volume 4; Berlin, 1907.
- Die klinische Erscheinungsformen des Pneumothorax.Deutsche Klinik, volume 4; Berlin, 1907.